# Edilda
Edilda (morreu 937) foi a segunda esposa de Hugo, duque dos Francos. Ela era filha de Eduardo,o Velho, rei dos Anglo-Saxões e de sua segunda esposa, Elfleda.
Em 926, o filho de Eduardo, o rei Etelstano, recebeu uma embaixada de seu primo, Adelolfo, Conde de Bolonha, em nome de Hugo, e Etelstano concordou em dar a sua meia-irmã, Edilda, em casamento em troca de uma quantidade enorme de presentes e relíquias. De acordo com William de Malmesbury, especiarias, jóias, muitos cavalos velozes, um elaborado vaso onyx, uma coroa de ouro maciço, a espada de Constantino, o Grande, a lança de Carlos Magno e um pedaço da Coroa de Espinhos. A irmã de Edilda, Edgiva, era a esposa do rei deposto da Frância Ocidental, Carlos, o Simples. Hugo era um potencial rival para o trono Franco, e Edgiva pode ter promovido o casamento, a fim de separar uma perigosa ligação entre Hugo e o Conde Heriberto de Vermandois.
Edilda morreu sem filhos em 937.

## Citações
1. ↑  Foot, 2011, p. xv
2. ↑  Foot, 2011, p. 18, 47-48, 192-193
3. ↑  Foot, 2010, p. 246
4. ↑  Ortenberg, p. 228; Freeman, p. 234